# 刘畅 (都乡侯)
劉暢（？—？），东汉光武帝刘秀兄长刘縯的曾孙、齊煬王劉石之子。
劉暢“素行邪僻”。来京师吊丧时，通过他人得到汉和帝养母窦太后的宠幸，被召入宫中。窦太后的哥哥窦宪怕被分权，就派刺客将刘畅杀死，并嫁祸给刘畅的弟弟利侯刘刚。事情败露，窦太后大怒，把窦宪囚禁在内宫。窦宪怕被诛杀，就自求去打匈奴赎罪。